# اللهو مع الخلان

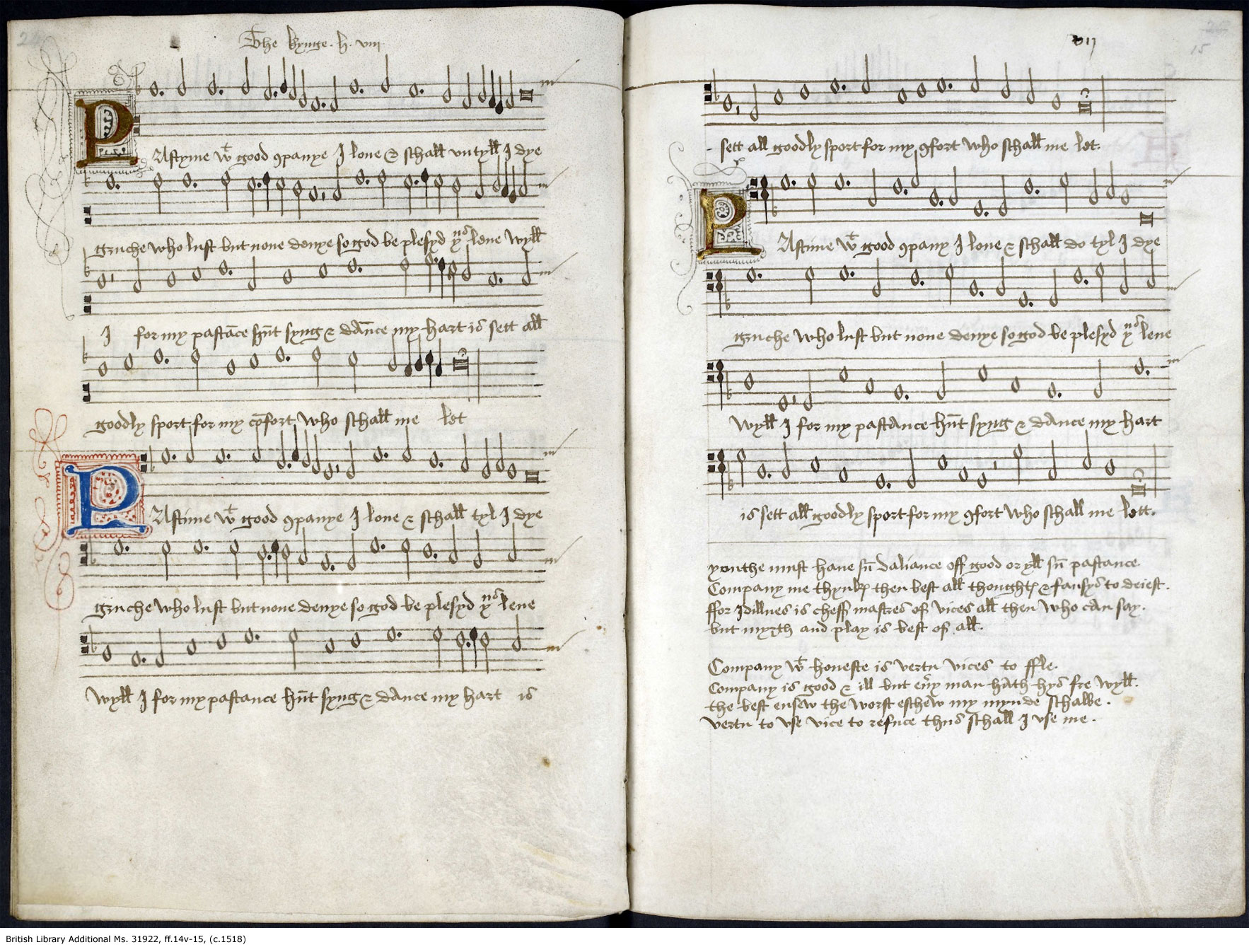
النسخة الأصلية من اللهو مع الخلان التي ترجع لعام 1513، والمحفوظة في المكتبة البريطانية، لندن.

اللهو مع الخلان (بالإنجليزية: Pastime with Good Company)‏ هي أغنية فلكلورية إنجليزية كتبها الملك هنري الثامن ملك إنجلترا في الأعوام الأولى من القرن السادس عشر، بعد وقت قصير من تتويجه، وهي تعد أشهر مؤلفاته الموسيقية. وقد أصبحت من الأغاني المحبوبة في إنجلترا وبعض البلدان الأوروبية الأخرى خلال فترة عصر النهضة. ويعتقد أن هنري الثامن كتبها لزوجته الأولى كاثرين أراغون.